# La Panouse
La Panouse är en kommun i departementet Lozère i regionen Occitanien i södra Frankrike. Kommunen ligger i kantonen Grandrieu som tillhör arrondissementet Mende. År 2022 hade La Panouse 86 invånare.

## Befolkningsutveckling
Antalet invånare i kommunen La Panouse
| Referens: INSEE |